# صادقیه (بردسکن)
صادقیه یا چاه دشت محمدخان ۳ نام روستایی از توابع بخش انابد شهرستان بردسکن در استان خراسان رضوی است. این روستا در دهستان صحرا قرار دارد و براساس سرشماری سال ۱۳۸۵ جمعیت آن ۳۰ نفر (۵ خانوار) بوده است.